# 猫宫日向
猫宫日向，是日本的虛擬YouTuber，原為ENTUM所屬，在ENTUM於2019年12月31日宣布解約後，現為自由身。

## 履歷
2018年
- 2月16日，在YouTube上發佈首支影片。
- 2月27日，出道后第11日，頻道訂閱者突破10萬人。
- 4月9日，在虛擬YouTuber事務所ENTUM創立當日宣佈加入。

2019年

## 角色設定
髮色是粉红色，留著雙馬尾髮型。頭上貌似生有一雙貓耳，但本人稱這是其「睡相差」睡亂頭髮所致，並非耳朵。服裝為一件印有紅字「危險物」（きけん物）的白色背心，但有時也會改為其他字句或改穿純白色背心。性別不明。

## 演出作品
※粗體字為主要角色。

### 電視節目
- 的特番〜愛能連接世界〜（日语：のばん組#のとく番〜アイは世界を繋ぐ〜）（2018年12月1日，BS日視）
- VIRTUALSAN - LOOKING（日语：バーチャルさんはみている）（2019年，TOKYO MX）[6]
- 超人女子戰士 GaribenV（日语：超人女子戦士 ガリベンガーV） 特別篇[7]（2019年4月6日，朝日電視台系列節目（於第一部中出演））

### 網絡節目
- 虛擬YouTuber人狼（2018年5月7日 - 5月14日，Niconico直播）[8]
- （2018年12月31日，Niconico直播）[9]
- 少女前线·格里芬情報局 低體溫症前夜祭SP（2019年1月24日，Niconico直播，擔任助理MC）[10]
- 少女前線 格里芬情報局 深層映射陣前 SP（2019年5月16日，YouTube）[11]

### 活動
- VtuberLand! 開幕活動（2018年9月17日）[12]
- Niconico超會議2019（2019年4月27日、4月28日）
  - 虛擬小姐有好多 特別虛擬直播（日语：バーチャルさんはみている#イベント） DAY1、DAY2[13]

## 商業搭配
- #COMPASS-戰鬥神意解析系統-（日语：＃コンパス）[14]
- 鳥籠廢鐵進行曲[15]

## 音樂唱片
- 事務所（MCN）	ENTUM

### 參加作品
| 樂曲       | 演唱                                                                              | 發售日期     | 規格         |
| ---------- | --------------------------------------------------------------------------------- | ------------ | ------------ |
| （feat. ） | バーチャルリアル（Mirai Akari、電腦少女小白、猫宫日向、月之美兔、田中姬、鈴木雛） | 2019年3月6日 | 數位音樂下載 |